# Francis Palgrave

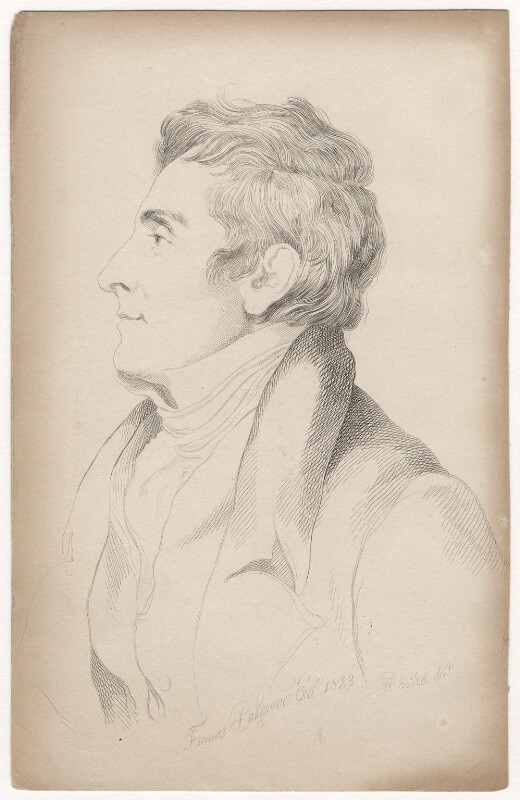
Sir Francis Palgrave

Sir Francis Palgrave (* Juli 1788 in London als Francis Ephraim Cohen; † 6. Juli 1861 ebenda) war ein britischer Historiker.

## Leben und Wirken
Bei seiner Heirat 1823 konvertierte er vom Judentum zum Christentum und nahm den Namen seiner Schwiegermutter, Palgrave, an. Seit 1827 war er mehrere Jahre zum Sachwalter im House of Lords bestellt. Er arbeitete insbesondere über englische und normannische Geschichte. 1832 wurde er als Knight Bachelor und als Ritter des Guelphen-Ordens geadelt. 1834 wurde er in die American Academy of Arts and Sciences gewählt. Seit 1836 an den staatlichen Archiven beschäftigt, wurde er 1838 zu deren Direktor und blieb bis zu seinem Lebensende in dieser Position. Seit 1836 war er korrespondierendes Mitglied der Preußischen Akademie der Wissenschaften.

## Familie
Palgrave und seiner Frau wurden vier Söhne geboren:
- Francis Turner Palgrave (1824–1897), Literaturkritiker, Dichter und langjähriger Oxford Professor of Poetry
- William Gifford Palgrave (1826–1888), Orientreisender und Diplomat
- Inglis Palgrave (1827–1919), Wirtschaftswissenschaftler
- Reginald Palgrave (1829–1904), Jurist und Politiker

## Werke
Er schrieb eine Anzahl geschichtlicher Werke und trug Aufsätze zu verschiedenen englischen Zeitschriften bei.
Seine nach seinem Tod herausgegebenen Gesammelten historischen Werke (The collected historical works of Sir Francis Palgrave, K.H.) enthalten: v. 1-4. History of Normandy and of England; v. 5. History of the Anglo-Saxons; v. 6-7. Rise and progress of the English Commonwealth, Anglo-Saxon period; v. 8. Truths and fictions of the Middle Ages; v. 9-10. Reviews, essays and other writings.
Sein vermutlich bekanntestes Werk ist The Merchant and the Friar (Der Kaufmann und der Mönch), welches eine (fiktive) Begegnung zwischen dem Kaufmann Marco Polo und dem Mönch Roger Bacon in London schildert.